# Ceradocopsis carnleyi
Ceradocopsis carnleyi är en kräftdjursart som först beskrevs av Knud Hensch Stephensen 1927.  Ceradocopsis carnleyi ingår i släktet Ceradocopsis och familjen Melitidae. Inga underarter finns listade i Catalogue of Life.